# Années 1520 av. J.-C.
Les années 1520 av. J.-C. couvrent les années de 1529 av. J.-C. à 1520 av. J.-C.

## Évènements
- Vers 1530 av. J.-C.[1] : 

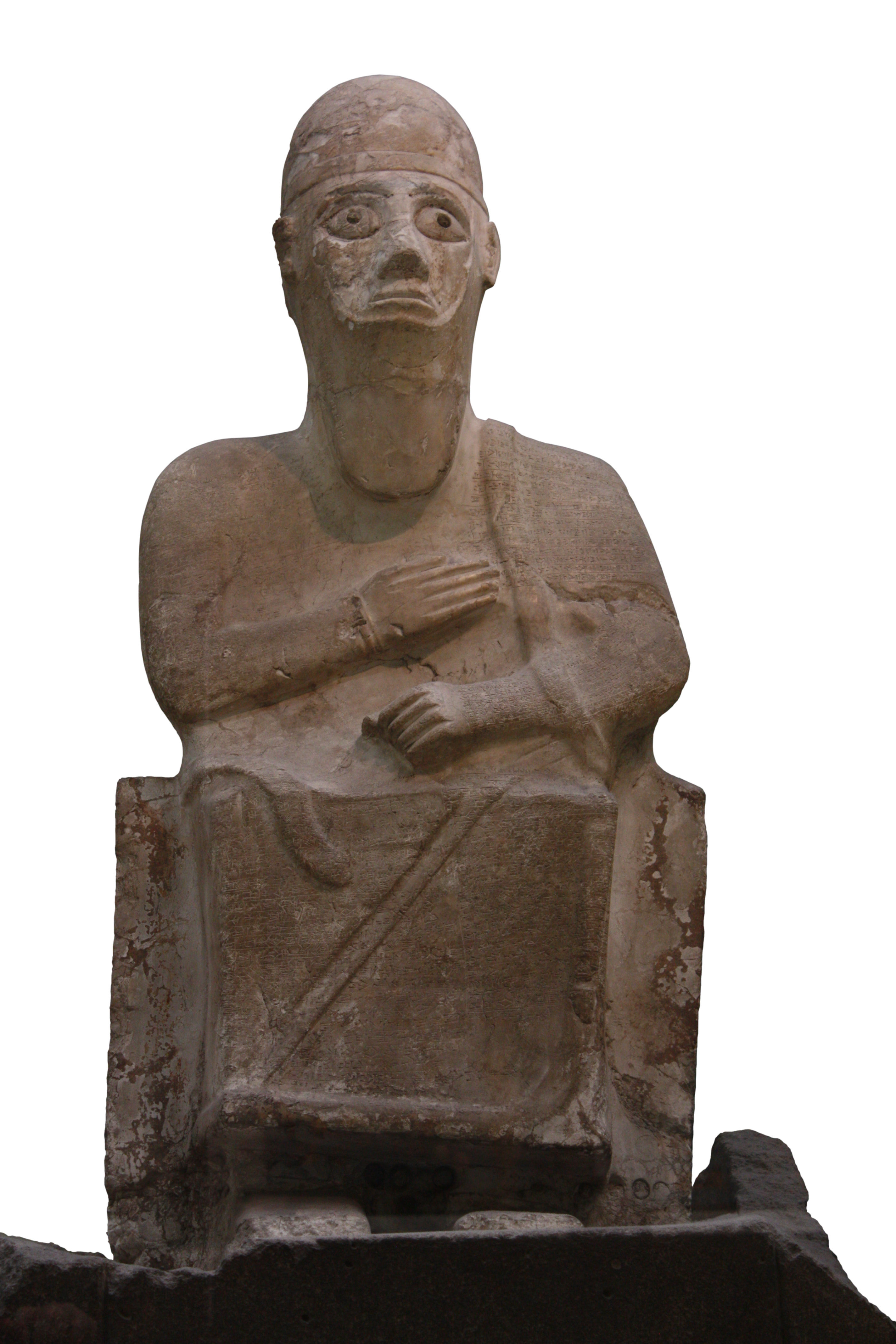
Statue du roi Idrimi à Alalakh, en Syrie

  - règne de Parattarna, roi du Mitanni[2]. Le Mitanni est alors une aristocratie guerrière mixte (Hourrites et envahisseurs Aryens), dominant une population agricole.
  - règne de Idrimi, roi d’Alalakh, en Syrie. Le roi d’Alep est chassé de la ville, sans doute du fait d’intrigues mitanniennes. Son fils Idrimi, qui n’est que le plus jeune prince, réfugié à Emar, réussira à reconstituer une force qui lui permettra quelques années après de reprendre pied à Alalakh mais non à Alep, qui restera possession mitannienne. Il devra cependant reconnaître un droit de regard à Parattarna, roi du Mitanni[2].
  - le roi de Kizzuwatna (Cilicie) Pilliya, après avoir traité avec les Hittites, reconnaît la suzeraineté de Parattarna[3].

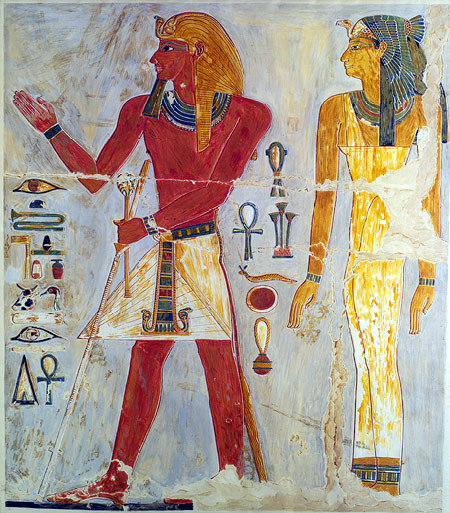
Thoutmôsis Ier et sa mère Séniséneb. Facsimilé d'un relief du temple d'Hatchepsout sur le site de Deir el-Bahari

- 1526-1512 av. J.-C.[1] : dates supposées du règne de Thoutmôsis Ier[2]. Il épouse sa demi-sœur la reine Ahmès qui lui donne cinq fils, tous mort en bas âge ou dans l’adolescence[4]. Il mène deux campagnes au-delà de Semneh[5] (ans 2 et 3 de son règne) et fonde la province de Koush (Nubie) entre la 2e et la 4e cataracte du Nil. Il s’appuie sur les chefs soumis pour administrer ces nouveaux territoires. Puis il se tourne vers l’Asie où il étend le protectorat Égyptien sur la Syrie du Nord et franchit l’Euphrate où il fait ériger une borne-frontière[6]. L’expédition militaire ne débouche pas sur une véritable politique de prise de contrôle des régions concernées.
  - Imhotep, vizir de Thoutmôsis Ier[7].
  - Fondation probable sous Thoutmôsis Ier à Deir-el-Medineh, près de Thèbes, d’un village d’artisans royaux spécialisés dans la fourniture du mobilier funéraire du pharaon et de sa famille[8].
  - Thoutmôsis Ier fait ajouter par Inéni une salle hypostyle au temple d’Amon à Karnak. Il se fait construire un tombeau par Inéni dans la vallée des rois[9]. De grandes constructions sont également entreprises au sanctuaire d’Osiris en Abydos.
- 1525-1500 av. J.-C.[1] : règne de Télépinu, roi des Hittites[2]. Il consolide l’État hittite par une série de campagnes et la signature d’un traité avec le roi du Kizzuwatna, Isputahsu. Plutôt que d’éliminer physiquement ceux qui ont comploté contre lui, Télépinu préfère montrer une certaine mansuétude en les exilant. Il rencontre cependant des difficultés : tentatives de sécession de territoires sur les flancs sud et sud-est, et complots qu’il réglera par des déportations plutôt que par des exécutions. Il publie une loi successorale pour mettre fin aux meurtres, intrigues et révoltes lors des crises de succession. Jusqu’alors, c’est le panku qui choisissait le roi, souvent sur proposition du roi régnant. Dorénavant un ordre de succession met fin à l’arbitraire : l’héritier doit être un prince né d’une femme de premier rang, ou à défaut, un autre de second rang et le panku, transformé en cour de justice confirme cet ordre. En réalité le panku disparaît rapidement, mais l’ordre de succession reste en usage jusqu’à Hattusilis Ier[10].
- 1521-1498 av. J.-C.[1] : règne de Puzur-Ashur III, roi d’Assyrie. Il signe avec Burnaburiash Ier, roi Kassite de Babylone un traité concernant la frontière entre les deux royaumes (près de Samarra)[2].